# Döden tänkte jag mig så
"Döden tänkte jag mig så" är en dikt av Bo Setterlind ur Dikter från San Michele (1954). I sin dikt liknar Setterlind döden vid en gammal odalman och sig själv vid en liten harpalt som lyfts upp i odalmannens korg, där den slutligen somnar. 
Dikten finns tonsatt av bland andra Hilding Hallnäs, Gunnar Hahn, Ove Engström, Erik Nordgren, Roland Forsberg, Fredrik Sixten och Gunnar Edander.